# زانتن
زانتن (به انگلیسی: Xanthene) با فرمول شیمیایی C۱۳H۱۰O یک ترکیب شیمیایی است. که جرم مولی آن 182.22 g/mol می‌باشد. شکل ظاهری این ترکیب، جامد زرد است.